# Amt Gerswalde
Im Amt Gerswalde mit Sitz in der Gemeinde Gerswalde wurden im Jahr 1992 fünf Gemeinden zur Erledigung ihrer Verwaltungsgeschäfte zusammengeschlossen.

## Geographische Lage
Das Amt liegt im Süden des Landkreises Uckermark in Brandenburg (Deutschland) und grenzt an die Stadt Templin im Westen, im Norden an die Gemeinde Nordwestuckermark, an die Stadt Angermünde und das Amt Gramzow im Osten sowie an den Landkreis Barnim im Süden.

## Gemeinden und Ortsteile
- Flieth-Stegelitz mit Flieth, Hessenhagen, Pfingstberg, Stegelitz, Suckow und Voßberg sowie den sonstigen Wohnplätzen Am Pfingstberger Damm, Försterei Neuland, Afrika (Hessenhagener Mühle) und Schifferhof
- Gerswalde mit Arnimswalde, Berkenlatten, Böckenberg, Briesen, Buchholz, Fergitz, Friedenfelde, Friedenfelder Weg, Gerswalde, Groß Fredenwalde, Gustavsruh, Herrenstein, Kaakstedt, Klein-Fredenwalde, Krohnhorst, Neudorf, Pinnow, Weiler und Willmine sowie den sonstigen Wohnplätzen Achimswalde, Gerswalder Siedlung, Haßlebener Siedlung und Stiern
- Milmersdorf mit Ahlimbsmühle, Ahrensnest, Engelsburg, Götschendorf, Großer Eichwerder, Groß Kölpin, Haferkamp, Hahnwerder, Hintere Eichwerder, Hohenwalde, Kieferngrund, Kleiner Eichwerder, Milmersdorf, Petersdorf und Petersdorfer Siedlung sowie den sonstigen Wohnplätzen Berg, Luisenhof, Parkwiese, Siedlung am See, Siedlung Schönberg und Wilhelmshof (abgeg.)
- Mittenwalde mit Blankensee, Forsthaus, Kienwerder, Mittenwalde, Pappelwerder und Seeburg
- Temmen-Ringenwalde mit Ahlimbswalde, Alt-Temmen, Hessenhöhe, Julianenhof, Libbesicke, Luisenau, Neu-Temmen, Poratz und Ringenwalde

## Geschichte
Am 27. Juli 1992 erteilte der Minister des Innern des Landes Brandenburg seine Zustimmung zur Bildung des Amtes Gerswalde. Als Zeitpunkt des Zustandekommens des Amtes wurde der 1. August 1992 festgelegt. Das Amt hatte seinen Sitz in der Gemeinde Gerswalde und bestand zunächst aus 10 Gemeinden im damaligen Kreis Templin:
1. Flieth
2. Friedenfelde
3. Gerswalde
4. Groß Fredenwalde
5. Milmersdorf
6. Kaakstedt
7. Kronhorst
8. Mittenwalde
9. Stegelitz
10. Temmen

In der Änderung der Mitteilung wurde die Gemeinde Groß Köpin durch das Ministerium dem Amt Gerswalde zugeordnet. Zum 31. Dezember 2001 schlossen sich Flieth und Stegelitz zur neuen Gemeinde Flieth-Stegelitz zusammen. Ebenfalls zum 31. Dezember 2001 wurde Groß Kölpin in die Gemeinde Milmersdorf eingegliedert. Die Gemeinden Friedenfelde, Gerswalde, Groß Fredenwalde, Kaakstedt und Krohnhorst schlossen sich mit demselben Datum zur neuen Gemeinde Gerswalde zusammen. Weiterhin wurde zum 31. Dezember 2001 aus der Gemeinde Ringenwalde des Amtes Templin-Land und der Gemeinde Temmen des Amtes Gerswalde die neue Gemeinde Temmen-Ringenwalde gebildet. Die neue Gemeinde wurde dem Amt Gerswalde zugewiesen.

## Bevölkerungsentwicklung
| Jahr | Einwohner |
| ---- | --------- |
| 1992 | 6 140     |
| 1995 | 5 751     |
| 2000 | 5 495     |
| 2005 | 5 548     |
| 2010 | 4 943     |
| 2015 | 4 536     |

| Jahr | Einwohner |
| ---- | --------- |
| 2020 | 4 448     |
| 2021 | 4 385     |
| 2022 | 4 337     |
| 2023 | 4 286     |
| 2024 | 4 209     |

Gebietsstand des jeweiligen Jahres, Einwohnerzahl: Stand 31. Dezember, ab 2011 auf Basis des Zensus 2011, ab 2022 auf Basis des Zensus 2022

## Amtsdirektoren
- 1992–2000: Rainer Beck[11]
- 2000–2010: Bernd Brandenburg[12]
- seit 2011: Andreas Rutter[13]

Rutter wurde am 17. September 2018 durch den Amtsausschuss für die nächsten acht Jahre in seinem Amt bestätigt.

## Belege
1. ↑  Bevölkerungsstand im Land Brandenburg Dezember 2024 (Fortgeschriebene amtliche Einwohnerzahlen, basierend auf dem Zensus 2022) (Hilfe dazu).
2. ↑  Bildung der Ämter Boitzenburg/Uckermark, Bad Wilsnack/Weisen, Gerswalde und Pritzwalk-Land. Bekanntmachung des Ministers des Innern vom 27. Juli 1992. Amtsblatt für Brandenburg - Gemeinsames Ministerialblatt für das Land Brandenburg, 3. Jahrgang, Nummer 58, 12. August 1992, S. 1018/9.
3. ↑  Änderung der Bekanntmachung des Ministers des Innern vom 27. Juli 1992. Amtsblatt für Brandenburg - Gemeinsames Ministerialblatt für das Land Brandenburg, 3. Jahrgang, Nummer 82, 26. Oktober 1992, S. 1918.
4. ↑  Bildung der neuen Gemeinde Flieth-Stegelitz. Bekanntmachung des Ministeriums des Innern vom 30. November 2001. Amtsblatt für Brandenburg Gemeinsames Ministerialblatt für das Land Brandenburg, 12. Jahrgang, 2001, Nummer 51, Potsdam, den 19. Dezember 2001, S. 879 PDF
5. ↑  Eingliederung der Gemeinde Groß Kölpin in die Gemeinde Milmersdorf. Bekanntmachung des Ministeriums des Innern vom 14. Dezember 2001. Amtsblatt für Brandenburg Gemeinsames Ministerialblatt für das Land Brandenburg, 12. Jahrgang, 2001, Nummer 52, Potsdam, den 27. Dezember 2001, S. 904 PDF
6. ↑  Bildung der neuen Gemeinde Gerswalde. Bekanntmachung des Ministeriums des Innern vom 14. Dezember 2001. Amtsblatt für Brandenburg Gemeinsames Ministerialblatt für das Land Brandenburg, 12. Jahrgang, 2001, Nummer 52, Potsdam, den 27. Dezember 2001, S. 904 PDF
7. ↑  Fünftes Gesetz zur landesweiten Gemeindegebietsreform betreffend die Landkreise Barnim, Märkisch-Oderland, Oberhavel, Ostprignitz-Ruppin, Prignitz, Uckermark (5.GemGebRefGBbg) vom 24. März 2003 (Gesetz- und Verordnungsblatt für das Land Brandenburg, I (Gesetze), 2003, Nr. 05, S. 82), geändert durch Gesetz vom 1. Juli 2003 (Gesetz- und Verordnungsblatt für das Land Brandenburg, I (Gesetze), 2003, Nr. 10, S. 187)
8. ↑  Historisches Gemeindeverzeichnis des Landes Brandenburg 1875 bis 2005. Landkreis Uckermark. S. 12–13
9. ↑  Bevölkerung im Land Brandenburg von 1991 bis 2017 nach Kreisfreien Städten, Landkreisen und Gemeinden, Tabelle 7
10. ↑  Amt für Statistik Berlin-Brandenburg (Hrsg.): Statistischer Bericht A I 7, A II 3, A III 3. Bevölkerungsentwicklung und Bevölkerungsstand im Land Brandenburg (jeweilige Ausgaben des Monats Dezember)
11. ↑  Erwähnung seiner Tätigkeit in der Traueranzeige des Amtes anlässlich des Todes in 2017
12. ↑  Beschlussvorlage des Landkreises Uckermark
13. ↑  Andreas Rutter ist nun Chef im Amt Gerswalde. In: Nordkurier, 23. Dezember 2010
14. ↑  Gerswaldes Amtsdirektor wieder gewählt. In: Nordkurier, 18. September 2018